# Casa de Bill Gates
La casa de Bill Gates (conocida por la prensa como Xanadu 2.0, en referencia al personaje de Orson Welles en Citizen Kane) es una mansión con vista al lago Washington en Medina, Washington. Tiene 66 000 pies cuadrados (613 159,8 dm²) de área, y destaca por su diseño y la tecnología que incorpora.
En 2009, se informó que los impuestos prediales eran de 1 millón de dólares estadounidenses sobre un valor tasado total de 147.5 millones de dólares estadounidenses.

## Diseño y características
La casa fue diseñada en colaboración por Bohlin Cywinski Jackson y Cutler-Anderson Architects de Bainbridge Island, Washington.

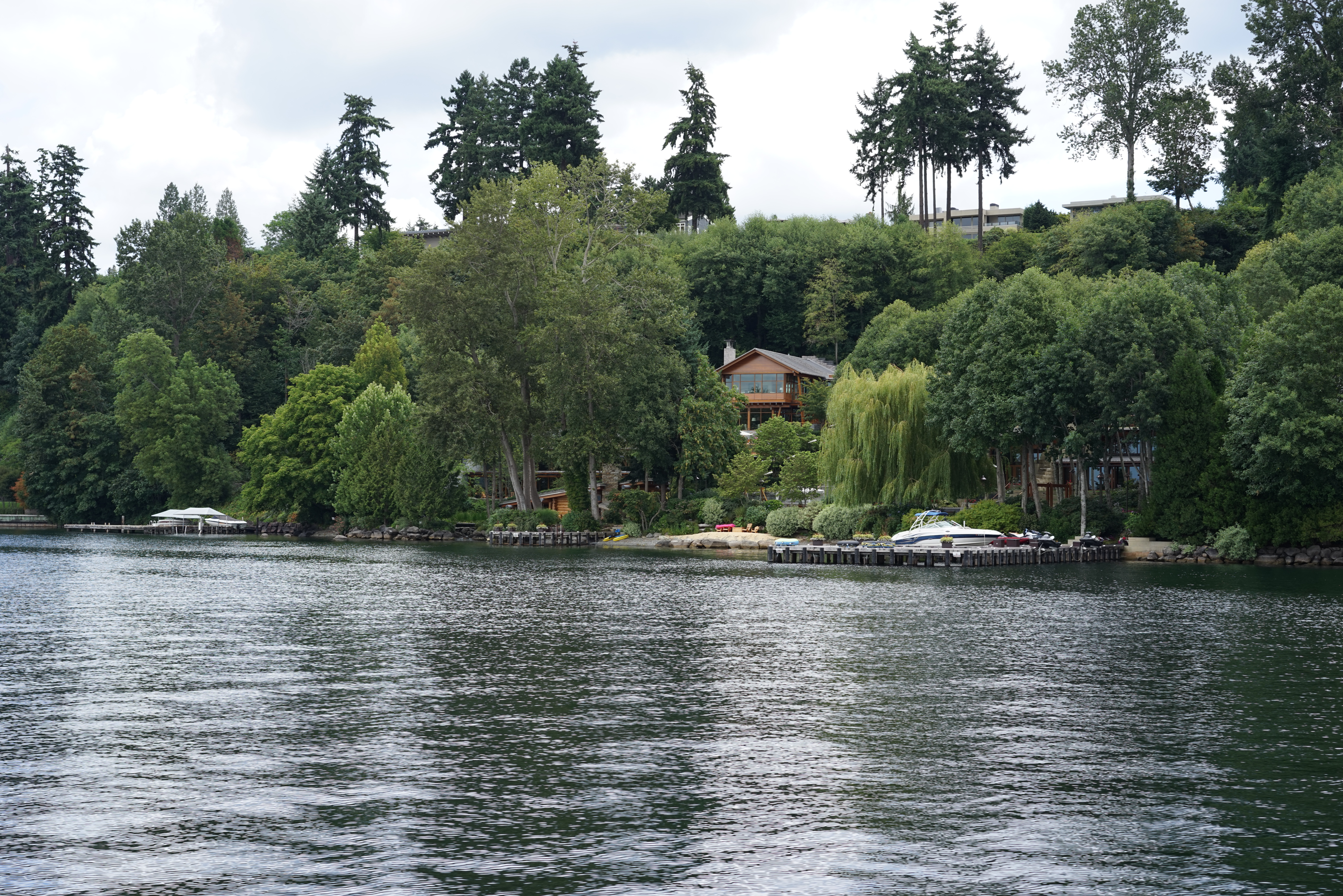
La casa en 2015 desde el lago Washington. Muchos árboles bloquean gran parte de la casa.

La mansión tiene un diseño moderno en el estilo Pacific lodge, con características clásicas como una biblioteca privada con un techo en forma de cúpula y un óculo. La casa también cuenta con un sistema de servidores para toda la finca, una piscina con sistema de música subacuático de 60 pies (18,3 m), un gimnasio de 2500 pies cuadrados (232,3 m²) y un comedor de 1000 pies cuadrados (92,9 m²).
La casa fue objeto de burla en Dilbert en enero de 1997, cuando el personaje principal se vio obligado a convertirse en un chico de las toallas tras no leer el acuerdo de licencia de usuario final cuando compró el software de Microsoft.